# Genova (låt)
Genova är Lilla Sällskapets debutsingel. Singeln skrevs och spelades in tillsammans med B-spåret Snart i december 2009. Drygt ett år senare släpptes Genova på nyårsafton 2010 och fick stort genomslag framför allt på bloggar runt om i landet. I maj 2011 kom en omdiskuterad och delikat video till debutsingeln som fick över hundra tusen människor att logga in på sina youtube-konton.

## Låtförteckning
1. Genova
2. Snart